# 都加使主
都加使主（つかのおみ）または東漢 掬（やまとのあや の つか）は、『日本書紀』等に伝わる古代日本の人物。
『日本書紀』では「都加使主」「東漢直掬（やまとのあやのあたい つか）」「東漢掬直」、他文献では「都賀使主」「都賀直」とも表記される。「使主」は敬称。
倭漢直（東漢氏）祖の阿知使主（阿智王）の子とされる渡来人である。

## 系譜
『日本書紀』や「坂上系図」所引『新撰姓氏録』逸文では、都加使主（都賀使主）を阿知使主の子とする。
また上記『新撰姓氏録』逸文では、都賀使主には山木直・志努直・爾波伎直の3人の子があり、3人はそれぞれ兄腹・中腹・弟腹の祖であるとする。

## 記録

### 日本書紀
『日本書紀』応神天皇20年9月条では、倭漢直の祖の阿知使主およびその子の都加使主が、自分達の党類17県を率いて来朝したと見える。
次いで応神天皇37年2月1日条によれば、阿知使主と都加使主は呉（中国の江南の地）に縫工女を求めるため遣わされ、呉王から兄媛・弟媛・呉織・穴織を授けられた。応神天皇41年2月に阿知使主らは呉から筑紫に至り、そこで胸形大神（= 宗像大神）の求めに応じて兄媛を同神に献上した。そして残る3人を連れて帰ったが、既に天皇は崩じていたため、大鷦鷯尊（のちの仁徳天皇）に3人を献上したという。
さらに雄略天皇7年条によれば、天皇は大伴室屋に詔して、東漢直掬（東漢掬直）に命じて新漢陶部高貴・鞍部堅貴・画部因斯羅我・錦部定安那錦・訳語卯安那らを上桃原・下桃原・真神原の3所に遷居させたという。また雄略天皇23年8月7日条によれば、天皇は大伴室屋・東漢掬直に遺詔し、皇太子（のちの清寧天皇）を援けて星川王（星川皇子）を滅ぼさせている。

### その他
『古事記』応神天皇記では、漢直の祖が渡来したことが記されるが、具体的な人名は挙げられていない。
「坂上系図」所引『新撰姓氏録』逸文では、阿智使主の子の都賀使主は、雄略天皇の時に「使主」を改めて「直」のカバネを賜ったとする。

## 後裔氏族
都加使主について『日本書紀』では、前述のように倭漢直（東漢氏）の遠祖に位置づけられている。
また「坂上系図」所引『新撰姓氏録』逸文では、東漢氏の多くの支族（62氏）が都賀使主から分かれた旨が記される。
『新撰姓氏録』（抄録）では、次の氏族が後裔として記載されている。
- 右京諸蕃 檜原宿禰 - 坂上大宿禰同祖。都賀直の孫の賀提直の後。
- 右京諸蕃 内蔵宿禰 - 坂上大宿禰同祖。都賀直四世孫の東人直の後。
- 右京諸蕃 山口宿禰 - 坂上大宿禰同祖。都賀直四世孫の都黄直の後。
- 右京諸蕃 平田宿禰 - 坂上大宿禰同祖。都賀直五世孫の色夫直の後。
- 右京諸蕃 佐太宿禰 - 坂上大宿禰同祖。都賀直三世孫の兎子直の後。
- 右京諸蕃 谷宿禰 - 坂上大宿禰同祖。都賀直四世孫の宇志直の後。
- 右京諸蕃 畝火宿禰 - 坂上大宿禰同祖。都賀直三世孫の大父直の後。
- 右京諸蕃 桜井宿禰 - 坂上大宿禰同祖。都賀直四世孫の東人直の後。
- 右京諸蕃 文忌寸 - 坂上大宿禰同祖。都賀直の後。

## 考証
『新撰姓氏録』逸文では、都賀使主から3腹の氏族が分かれたと記されるが、これについては事実ではなく、複数の渡来系集団が後世に擬制的同族結合を結んだ際に架上されたものと考えられている。
また、『日本書紀』において「都加使主」と「東漢掬」とが異なる時期に記述されることについては、「東漢掬」の人物名が遡及して東漢氏の祖先伝承に組み込まれ、「都加使主」の伝承が形成されたとする説が挙げられている。